# Гурудаспур (подокруг)
Гурудаспур (бенг. গুরুদাসপুর, англ. Gurudaspur) — подокруг на северо-западе Бангладеш. Входит в состав округа Натор. Образован в 1917 году. Административный центр — город Гурудаспур. Площадь подокруга — 199,40 км². По данным переписи 1991 года численность населения подокруга составляла 173 276 человек. Плотность населения равнялась 869 чел. на 1 км². Уровень грамотности населения составлял 31,2 %. Религиозный состав: мусульмане — 94,07 %, индуисты — 5,49 %, прочие — 0,44 %.